# Кушнір Веніамін Володимирович
Веніамін Володимирович Кушнір (нар. 7 січня 1926, Рудка, Дунаєвецького району, Хмельницької області — пом. 19 червня 1992, Київ) — український художник, викладач, громадський діяч правозахисного руху.

## Біографія
Мати художника походила з шанованої на селі заможної родини, двоє її братів були воїнами УПА. Дух національної свідомості супроводжував його з перших років життя, а ще — мамина пісня і вірші Шевченка. Дитинство і юність минули на Поділлі. Саме тут він відчув себе художником. Першим учителем з фаху вважав викладача Дніпропетровського художнього училища — Максименка, що під час війни жив у Дунаївцях. Професійну освіту Веніамін здобув у Львівському інституті прикладного і декоративного мистецтва (1948—1953 рр.) в майстернях Р. Сельського, І. Гуторова, Й. Бокшая. Студентські роки пройшли у наполегливій праці, у пошуках власного стилю.
Художник рано визначив свої позиції у малярстві, що спиралися на традиції українського мистецтва, народну культуру, на філософію Г.Сковороди і творчій геній Т.Шевченка, авангардизм О.Архипенка і М.Бойчука.
Після закінчення інституту В. В. Кушнір два роки викладав у художньому училищі міста Дніпропетровська. З 1954 року — член Спілки художників. З 1956 року жив у Києві. Тут він створив свої великі полотна «Лісоруби», «Плотогони», «Червоні маки», що відразу привернули увагу майстерністю, людяністю, щирістю.
Етапною стала його «Трембіта» (1961 р.). Це був символ-заклик, що збуджував національну свідомість сучасників.
У творчості Кушніра можна виділити декілька тематичних напрямків, споріднених образів, мотивів, які дають право говорити про нього, як про художника-мислителя.
Духовним кодом у його всесвіті є образ української матері, що втілюється у ряді полотен: «Наречена», «Матері», «Нічого кращого немає», «Земля», «Скорботна мати».
Неабияке смислове навантаження несуть і його коні, яких він любив і умів малювати, — це і «Ранок», і «Пута», і «Коні», і вихор червоних коней у «Кобзі».
Прямий заклик на захист сплюндрованої України криється в картині-памфлеті «Скерцо» («Ґвалтована Україна», 1968 р.).
Трагічні мотиви останніх робіт («Прощальна мелодія», «Автопортрет зі свічкою») викликані передчуттям власної долі і гіркими роздумами про місце Людини у цьому суспільстві.
Філософське осмислення складності внутрішнього світу людини художник втілив у численних портретах, що відтворюють український національний характер. Його пейзажі, натюрморти привертають увагу вишуканістю форми, технічною досконалістю, романтичним світобаченням краси рідної землі. Художник щиро закоханий у Карпати, Поділля, Київщину, багато поїздив та походив по тих місцях де творилась історія України.
В. В. Кушнір був художником від Бога. Разом з тим, він був високоосвіченою людиною. Любив і добре знав українську і світову літературу, історію, філософію, мистецтво, музику. Поезія і музика були невід'ємною часткою його буття, вони звучать і у його творах.
Митець високої професійної культури В.Кушнір не мислив себе без щоденної праці. Кожна його картина — то результат багаторічної наполегливої роботи і духовного злету митця.

## Творчість
1943—1947 — пейзажі околиць міста Дунаївці.

1948—1953 — навчання у Львівському інституті прикладного і декоративного мистецтва на факультеті монументально-декоративного живопису. Майстерні Р.Сельського, Й.Бокшая, І.Гуторова. Дипломна робота: «Універсали Богдана Хмельницького».

1953—1955 — викладач живопису Дніпропетровського художнього училища.

1954 — член Спілки художників.

1956 — переїхав до Києва. Працює у галузі монументального та станкового живопису.

1957 — полотна «З поля», «Оранка». Участь у виставці творів молодих художників.

1958 — серія пейзажів «Кавказ», «Хоста».

1959—1960 — працює і завершує роботу над полотнами «Лісоруби», «Плотогони». Участь у виставці «Радянська Україна».

1959—1961 — працює над картинами «Трембіта», «Червоні маки».

1961 — завершує роботу над картинами і бере участь у Республіканській художній виставці, м. Київ, та всесоюзній художній, м. Москва.

1962 — створено Клуб творчої молоді, де В.Кушнір очолив художню секцію. Подорожує Карпатами. Серії пейзажів «Дзимброня», «Криве поле», «Ясиня», портрети гуцулів, полотно «Вечір».

1963 — працює і завершує роботу над картиною «Дума про Довбуша». Бере участь у Республіканській художній виставці.

1964 — завершує роботу над полотном «Кобза». Бере участь у виставці, присвяченій 150 — річниці від дня народження Тараса Шевченка. Подорожує по Криму. Серія пейзажів «Коктебель», «Федосія», полотно «Вечір на полонині».

1965 — подорожує Поділлям і Карпатами. Серія пейзажів «Нова Ушиця», «Стара Ушиця», «Кам'янець-Подільська фортеця», «Криворівня».

1966 — працює над полотном «Рапсоди». Подорожує Карпатами, пейзажі «Село Зелене».

1967 — закінчує роботу над полотнами «Рапсоди», «Жінка з глечиком».

1968 — завершує роботу над полотнами «Київська весна», «Прометей», «Апостол правди», «Скерцо», «Портрет Шевченка», «Баба з козою».

1969 — цикл робіт за творами Т.Шевченка: «Марія», «Нічого кращого немає», «За байраком байрак» та інші.

1970 — працює над картинами «Ковалі», «Зустріч на чужині», «Ранок».

1971 — закінчує роботу над картинами, бере участь у Республіканській художній виставці, присвяченій 100-річчю від дня народження Лесі Українки.

1972 — завершив картини «Матері», «Коні», «На потоці», «Леся Українка». Бере участь у Всесоюзній художній виставці, м. Москва.

1973 — «У загоні», ескізи до картини «Святковий день».

1974 — Завершив роботу над картиною «Святковий день», участь у
Республіканській художній виставці.

1975 — завершив картини «Наречена», «Скорботна мати», «Літній ранок». Цикл пейзажів «Денеші», участь у виставці «Слава праці».

1976 — завершив картини «Баба з козою», «П'ють пиво», працює над ескізами до полотна «Довбуш». Участь у виставці київських художників.

1977 — «Соняшник», «Ярмарок у Косові». Участь у виставці «Слава праці».

1978 — працює над ескізами до картини «Довбуш».

1979 — працює над гобеленом «Боян» для готелю «Либідь».

1980 — «Трембіти сумують», ескізи до портрета Сковороди.

1981 — працює над полотном «Довбуш», серія картин «Козак Мамай».

1981 — працює над полотном «Довбуш», серія картин «Козак Мамай».

1982 — завершує картину «Довбуш», серія натюрмортів і пейзажів. Участь у
Республіканській художній виставці.

1983 — пейзажі околиць Києва: «Феофанія», «Осінь у гідропарку», «Сірий день».

1984 — працює над ескізами до картин «Устим Кармелюк», «Г.Сковорода». Бере участь у виставці.

1985 — подорожує Карпатами, серія пейзажів «Колочава», ескізи до картини «Сіножать на Десні».

1986 — завершує полотно «Сіножать на Десні».

1987 — завершує полотно «Земля». Участь у виставці «Київ та кияни».

1988 — серія натюрмортів, пейзажів. Участь у виставці «Земля і люди».

1989 — серія пейзажів «Тиврів», «Микуличин», «Татарів», «Лілея» (за твором Т.Шевченка), «Емансипація».

1990 — «Мітинг» (2 варіанти), працює над полотнами «Григорій Сковорода», «Митець і генерал».

1991 — завершує полотна: «Автопортрет із свічкою», «Автопортрет», «Козак Мамай», «Чумацький куліш», «Чумаки», «Сутінки», «Поцілунок Іуди», «Христос у терновому вінку», «Прощальна мелодія». Не закінчив полотно «Григорій Сковорода».

## Галерея

«Червоні маки», 1961.«Червоні маки», 1961.
«Матері», 1972.«Матері», 1972.
«Леся Українка в Єгипті», 1989.«Леся Українка в Єгипті», 1989.
«Мітинг», 1990.«Мітинг», 1990.
«Автопортрет зі свічкою», 1991.«Автопортрет зі свічкою», 1991.
«Автопортрет», 1991.«Автопортрет», 1991.